# COROT-7 b
COROT-7 b – planeta pozasłoneczna typu superziemia odkryta w 2009, położona w gwiazdozbiorze Jednorożca i odległa o ok. 490 lat świetlnych od Ziemi. Obiega ona pomarańczową gwiazdę COROT-7, młodszą i nieco chłodniejszą od Słońca. Jest to pierwsza tego typu planeta odkryta metodą obserwacji tranzytu.

## Charakterystyka fizyczna
Obserwacja tranzytu pozwala wyznaczyć nie tylko masę, ale i średnicę planety. Początkowe wyniki wskazywały, że planeta ma masę podobną do Neptuna, ok. 11 masy Ziemi, ale odkrycie drugiego ciała w układzie – COROT-7 c – pozwoliło dokładniej wyznaczyć parametry pierwszej planety. Według grupy D. Queloza, planeta COROT-7 b ma masę ok. 4,8 ± 0,8 M🜨 i średnicę ok. 1,7 raza większą niż Ziemia. Ponowne analizy tych samych danych, dokonane przez trzy inne zespoły w 2010 roku, dały jednak trzy inne możliwe wartości masy: Hatzes et al. (2010): 6,9 ± 1,4 M🜨, Pont et al. (2010): 2,8 ± 1,4 M🜨, Ferraz-Mello et al. (2010): 9 M🜨.
Okres orbitalny COROT-7 b to zaledwie 20 godzin, obiega ona swoją gwiazdę w odległości 0,017 jednostki astronomicznej. Jest to najkrótszy okres i najmniejsza odległość pośród znanych planet pozasłonecznych (według stanu na wrzesień 2009 r.).

### Powierzchnia
Szacowana temperatura na dziennej stronie może przekraczać 2000 °C, podczas gdy na nocnej spadać do –200 °C. Wahania temperatury mogą być dużo mniejsze, jeśli planeta posiada atmosferę, jednak ze względu na bliskość gwiazdy mogła już ją stracić. Prawdopodobnie skały powierzchniowe przynajmniej w części są stopione. Spekuluje się, że siły pływowe, rozgrzewające wnętrze tej planety, mogą ją zniszczyć w przeciągu następnych kilku miliardów lat.

## Utrata atmosfery
Można wykluczyć, że COROT-7 b jest planetą gazową, ponieważ jest zbyt masywna i ma za mały promień. Planeta prawdopodobnie nie posiada atmosfery; jeżeli wcześniej ją posiadała, mogła ją utracić ze względu na bardzo małą odległość od gwiazdy. Część naukowców przypuszczała, że planeta ta pierwotnie przypominała Neptuna i miała większe rozmiary, ale promieniowanie gwiazdy pozbawiło ją otoczki wodorowej. Modele parowania atmosfer wskazują jednak, że planeta ta nie jest odsłoniętym jądrem planety typu gorącego jowisza ani mniejszego gorącego neptuna, lecz zawsze była planetą skalistą.
Wyznaczona gęstość tej planety (5,6 g/cm³) jest bardzo bliska gęstości Ziemi. COROT-7 b jest pierwszą planetą pozasłoneczną, o której na pewno wiemy, że jest to planeta skalista.

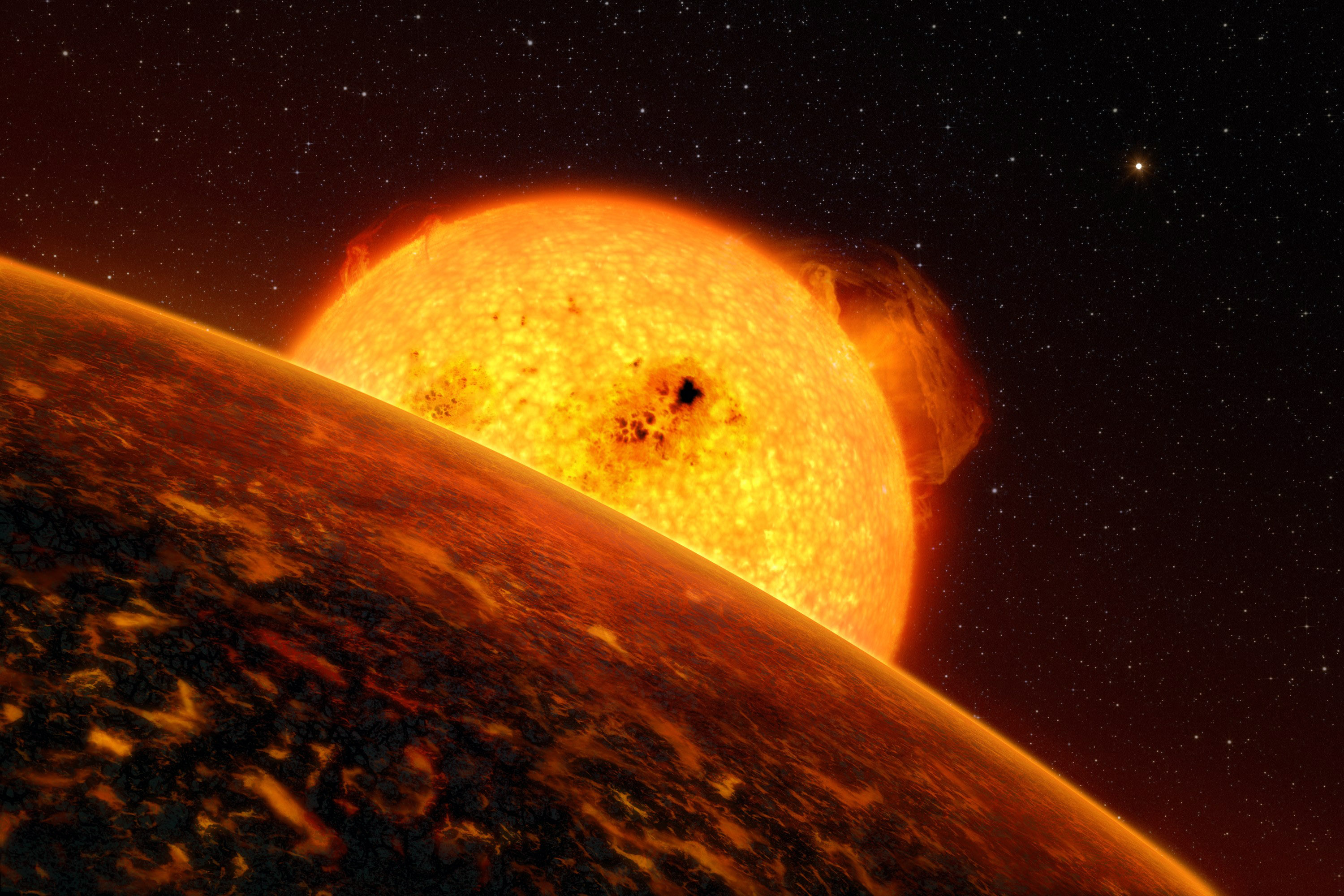
Powierzchnia COROT-7 b – wizja artysty

| Ziemia | COROT-7 b |
| ------ | --------- |
|        |           |